# RPK-3 Metel
L'RPK-3 Metel (in cirillico: PПK-3 Mөтөл, nome in codice NATO: SS-N-14 Silex) è una famiglia di sistemi missilistici anti-som ed anti-nave di origine sovietica sviluppati negli anni '60 ed introdotti in servizio su numerose unità della marina sovietica a partire dal 1968.
Progettati per neutralizzare sia sottomarini che unità di superficie, sono basati sul missile P-120 Malachit e si rifacevano allo statunitense ASROC introdotto per la prima volta negli anni '60.
Installati sulle unità delle classi Kresta II, Kara, Krivak ed Udaloj, sono stati progressivamente sostituiti dallo RPK-2 V'juga (nome in codice NATO: SS-N-15 Starfish) nonostante rimangano in servizio su alcune unità navali non ancora aggiornate.

## Caratteristiche
Il missile trasporta un siluro antisommergibile sottoterra che cade immediatamente sopra la posizione sospetta di un sottomarino. Il siluro procede quindi alla ricerca e poi a guida sul sottomarino. Nel caso dell'85RU / URPK-5, il siluro UGMT-1 è un siluro multiuso e può essere utilizzato contro i sottomarini e le navi di superficie.

## Versioni
- Metel: versione originale pensata per neutralizzare unità di superficie
- Rastrub: versione successiva dotata di carica sagomata in grado di contrastare unità sottomarine

## Utilizzatori

### Presenti
Russia
- Voenno-morskoj flot - VMF RF

In servizio dal 1992

### Passati
Unione Sovietica
- Voenno-morskoj flot - VMF CCCP

In servizio dal 1968 al 1991